# Campeonato Paulista de Futebol Sub-15
O Campeonato Paulista de Futebol Sub-15, também conhecido como Campeonato Paulista Categoria Infanto-Juvenil, é uma competição futebolistica realizada pela FPF, que conta com a participação de jogadores de até 15 anos de idade.

## Campeões
| Ano  | Campeão           | Vice-campeão      |
| ---- | ----------------- | ----------------- |
| 1999 | São Paulo         | Paulista          |
| 2000 | América           | Juventus          |
| 2001 | Juventus          | Santos            |
| 2002 | Portuguesa        | Corinthians       |
| 2004 | Portuguesa        | Santos            |
| 2005 | Corinthians       | Santos            |
| 2006 | Corinthians       | São Paulo         |
| 2007 | São Paulo         | Pão de Açúcar [a] |
| 2008 | São Paulo         | Grêmio Barueri    |
| 2009 | Santos            | São Paulo         |
| 2010 | Corinthians       | Santos            |
| 2011 | Desportivo Brasil | São Paulo         |
| 2012 | Audax [a]         | Palmeiras         |
| 2013 | Corinthians       | São Paulo         |
| 2014 | São Paulo         | Santos            |
| 2015 | Audax             | Santos            |
| 2016 | Palmeiras         | Santos            |
| 2017 | Palmeiras         | São Paulo         |
| 2018 | São Paulo         | Palmeiras         |
| 2019 | Palmeiras         | Santos            |
| 2020 | Cancelado         | Cancelado         |
| 2021 | Palmeiras         | Ferroviária       |
| 2022 | Palmeiras         | São Paulo         |
| 2023 | Palmeiras         | Corinthians       |
| 2024 | Palmeiras         | Santos            |

[a] Até o mês de julho de 2011 era denominado como Pão de Açúcar Esporte Clube (PAEC), depois mudou para Audax SP Esporte Clube, como ficou conhecido até dezembro de 2013. No dia 22 de setembro de 2013 passou a receber a denominação atual.

## Títulos por clube
| Clubes            | Títulos                                      | Vices                                                    |
| ----------------- | -------------------------------------------- | -------------------------------------------------------- |
| Palmeiras         | 7 (2016, 2017, 2019, 2021, 2022, 2023, 2024) | 2 (2012, 2018)                                           |
| São Paulo         | 5 (1999, 2007, 2008, 2014, 2018)             | 5 (2006, 2009, 2011, 2013, 2017, 2022)                   |
| Corinthians       | 4 (2005, 2006, 2010, 2013)                   | 2 (2002, 2023)                                           |
| Portuguesa        | 2 (2002, 2004)                               | 0                                                        |
| Audax São Paulo   | 2 (2012, 2015)                               | 1 (2007)                                                 |
| Santos            | 1 (2009)                                     | 9 (2001, 2004, 2005, 2010, 2014, 2015, 2016, 2019, 2024) |
| Juventus          | 1 (2001)                                     | 1 (2000)                                                 |
| América           | 1 (2000)                                     | 0                                                        |
| Desportivo Brasil | 1 (2011)                                     | 0                                                        |
| Ferroviária       | 0                                            | 1 (2021)                                                 |
| Barueri           | 0                                            | 1 (2008)                                                 |
| Paulista          | 0                                            | 1 (1999)                                                 |